# Coupe d'Uruguay de rugby à XV
La Coupe d'Uruguay de rugby à XV ou Copa Uruguay Carlos Páez Vilaró est une compétition uruguayenne de rugby à XV créée en 1950. Elle est organisée par la Fédération uruguayenne de rugby à XV et met aux prises 12 équipes.

## Historique
Les autorités du rugby en Uruguay ont décidé de relancer l'organisation d'une coupe nationale, dont une seule édition a eu lieu à ce jour en 1950, et qui, en octobre 2015, oppose le premier de chaque poule sur un match. Les 8 clubs de l'élite y participent, ainsi que 4 équipes issues de la Segunda División.

## Clubs de l'édition 2015
| Serie A - Carrasco Polo Club - Trébol Rugby Club - Los Ceibos - Club Champagnat Rugby - Los Cuervos Rugby - Circulo de Tenis | Serie B - Old Boys Club - Old Christians Club - Pucaru Stade Gaulois - Montevideo Cricket Club - Lobos Rugby - Seminario |

## Palmarès
| Saison | Vainqueur           | Score   | Finaliste          |
| ------ | ------------------- | ------- | ------------------ |
| 1950   | Old Boys Club       | –       | -                  |
| ...    |                     |         |                    |
| 2014   | Old Christians Club | 33 – 18 | Carrasco Polo Club |
| 2015   | Carrasco Polo Club  | 31 – 7  | Old Boys Club      |
| 2016   | -                   | –       | -                  |

## Bilan
| Club                | Titre(s) | Premier(s) - Dernier(s) |
| ------------------- | -------- | ----------------------- |
| Old Boys Club       | 1        | 1950                    |
| Old Christians Club | 1        | 2014                    |
| Carrasco Polo Club  | 1        | 2015                    |